# Khadzhimurat Gatsalov
Khadzhimurat Gatsalov est un lutteur russe spécialiste de la lutte libre né le 11 décembre 1982 à Tchikola en Ossétie du Nord.

## Biographie
Lors des Jeux olympiques d'été de 2004 se tenant à Athènes, il remporte la médaille d'or en combattant dans la catégorie des -96 kg. Il remporte également la médaille d'or lors des Championnats du monde de 2005, 2006, 2007, 2009 et 2013 puis la médaille d'argent lors des Championnats du monde de 2010 et la médaille de bronze lors des Championnats du monde de 2014. Au niveau européen, il remporte le titre en 2003, 2004 et en 2006 et la médaille de bronze en 2005 et en 2008.